# Маршалл (Нью-Йорк)
Маршалл (англ. Marshall) — місто (англ. town) в США, в окрузі Онейда штату Нью-Йорк. Населення — 1966 осіб (2020).

## Демографія
Згідно з переписом 2010 року, у місті мешкала 2131 особа в 831 домогосподарстві у складі 578 родин. Було 886 помешкань
Расовий склад населення:
| - 98,2 % — білих - 0,4 % — азіатів - 0,3 % — чорних або афроамериканців - 0,1 % — корінних американців |

До двох чи більше рас належало 1,0 %. Частка іспаномовних становила 1,0 % від усіх жителів.
За віковим діапазоном населення розподілялося таким чином: 23,5 % — особи молодші 18 років, 62,9 % — особи у віці 18—64 років, 13,6 % — особи у віці 65 років та старші. Медіана віку мешканця становила 41,5 року. На 100 осіб жіночої статі у місті припадало 105,5 чоловіків;  на 100 жінок у віці від 18 років та старших — 100,9 чоловіків також старших 18 років.
Середній дохід на одне домашнє господарство  становив 67 970 доларів США (медіана — 55 385), а середній дохід на одну сім'ю — 81 755 доларів (медіана — 81 625). Медіана доходів становила 46 683 долари для чоловіків та 37 466 доларів для жінок. За межею бідності перебувало 9,8 % осіб, у тому числі 14,5 % дітей у віці до 18 років та 7,9 % осіб у віці 65 років та старших.
Цивільне працевлаштоване населення становило 1127 осіб. Основні галузі зайнятості: освіта, охорона здоров'я та соціальна допомога — 30,8 %, виробництво — 12,1 %, роздрібна торгівля — 8,4 %, мистецтво, розваги та відпочинок — 8,1 %.